# Lindbergia pinteri
Lindbergia pinteri is een slakkensoort uit de familie van de Pristilomatidae. De wetenschappelijke naam van de soort is voor het eerst geldig gepubliceerd in 1981 door Riedel.